# Steve Harvey
Pour les articles homonymes, voir Harvey.
Ne doit pas être confondu avec Steve Garvey.
 (décembre 2023).
Si vous disposez d'ouvrages ou d'articles de référence ou si vous connaissez des sites web de qualité traitant du thème abordé ici, merci de compléter l'article en donnant les références utiles à sa vérifiabilité et en les liant à la section « Notes et références ».
Broderick Stephen Harvey Sr., dit Steve Harvey, né le 17 janvier 1957 à Welch (Virginie-Occidentale), est un humoriste, acteur, animateur de radio et animateur de télévision américain.

## Biographie
Il débute par le stand-up au milieu des années 1980. Il obtient par la suite sa propre série The Steve Harvey Show entre 1996 et 2002 sur The WB. Il poursuit sa carrière sur scène en parallèle en 1997 avec la tournée Kings of Comedy avec Cedric the Entertainer, D.L. Hughley et Bernie Mac. Cette performance donnera lieu à un film réalisé par Spike Lee The Original Kings of Comedy. Steve Harvey a également enregistré un album de hip-hop et de R&B sorti sur le label qu'il a fondé et a écrit un livre Steve Harvey's Big Time. Le titre de ce livre fut repris pour l'émission de variété et de comédie qu'il présenta sur The WB de 2003 à 2005.
Harvey anime actuellement The Steve Harvey Love Show, une émission matinale de radio, diffusée originellement sur le réseau Radio One de septembre 2000 à mai 2005. Depuis septembre 2005, l'émission est diffusée nationalement sur le réseau Premiere Radio Networks et Inner City Broadcasting. L'émission est diffusée depuis la station new-yorkaise WBLS.
Depuis 2010, il présente Family Feud.
En 2012, il apparait dans le film Think Like a Man, adapté de son livre éponyme traduit en français par : « Soyez femme, mais pensez comme un homme ». En 2002, il fait une brève apparition dans un épisode de Ma famille d'abord.